# Вогонь в ночі
Вогонь в ночі (ест. Tuli öös) — радянський художній фільм 1973 року, знятий на кіностудії «Талліннфільм».

## Сюжет
Фільм, дія якого відбувається в роки Німецько-радянської війни в маленькому естонському містечку, розповідає про те, як, допомагаючи дорослим, вели боротьбу з фашистськими окупантами двоє дітей. Хлопчики поширювали серед населення листівки, закликаючи в них всіх не вірити Веліранду — місцевому жителю, який здав фашистам сім'ї червоноармійців. А в день шестисотріччя повстання естонців проти німецьких феодалів — 23 квітня 1943 року — хлопці запалили вогнище в знак того, що Естонія не скорилася фашизму. І хоча їх вогнище не було єдиним, воно, як і всі інші, закликало до опору. Вогонь в ночі свідчив про те, що боротьба триває і наближається час звільнення.

## У ролях
- Алар Оя — Юло (дублювала Галина Кордуб)
- Свен Мясес — Олев (дублювала Надія Под'япольська)
- Катрін Тамре — Лінда (дублювала Ольга Громова)
- Юрі Каремяе — Хельдур (дублювала Галина Комарова)
- Рейн Коорт — Гвідо (дублювала Броніслава Захарова)
- Естер Сокк — Ело (дублювала Тетяна Канаєва)
- Борис Вальд — Юрі (дублювала Олександра Назарова)
- Тійу Лукк — мати Юло (дублювала Світлана Коновалова)
- Юрій Макаров — Атс (дублювала Марія Виноградова)
- Хейно Мандрі — епізод (дублював Володимир Балашов)
- Ендель Сіммерманн — епізод
- Тину Аав — вчитель
- Еллен Алакюла — вчителька історії
- Сірьє Арбі — епізод
- Гунар Кілгас — директор школи
- Маті Клоорен — офіцер СС
- Ада Лундвер — пані Кярвет
- Іта Евер — епізод
- Мільві Юргенсон — вчителька
- Рейн Вахаро — епізод
- Ейно Тамберг — епізод
- Енн Реккор — епізод

## Знімальна група
- Режисер — Валдур Хімбек
- Сценарист — Ено Рауд
- Оператор — Юрі Сілларт
- Композитор — Маті Куулберг
- Художник — Лінда Вернік